# Elacomia femorata
Elacomia femorata är en skalbaggsart som först beskrevs av Francis Polkinghorne Pascoe 1869.  Elacomia femorata ingår i släktet Elacomia och familjen långhorningar.
Artens utbredningsområde är Sarawak. Inga underarter finns listade i Catalogue of Life.